# ويفلورد

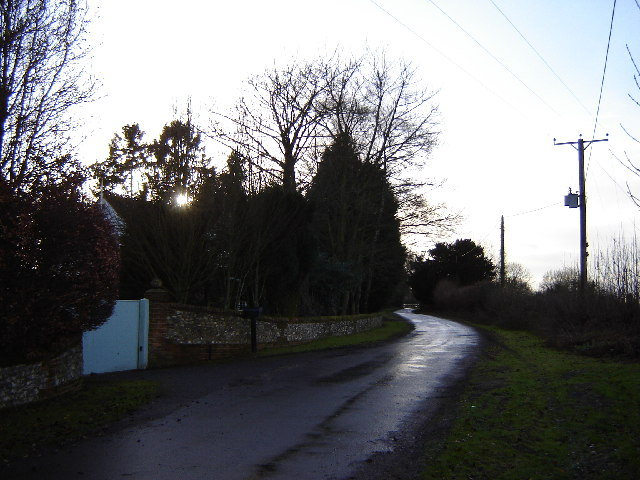

ويفلورد هي كفر في أكبر رعية مدنية بقرية بينتورث بمقاطعة هامبشاير، إنجلترا. أقرب بلدة لها هي ألتون، حوالي 4.5 كم إلى الشرق. تقع على بقعة مرتفعة بحوالي 217 م، وبهذا تعتبر أعلى تجمع سكاني في المقاطعة. يبلغ عدد سكانها 24 نسمة.

## المناخ
يظهر الجدول التالي التغييرات المناخية على مدار السنة لويفلورد:
| البيانات المناخية لـويفلورد       | البيانات المناخية لـويفلورد | البيانات المناخية لـويفلورد | البيانات المناخية لـويفلورد | البيانات المناخية لـويفلورد | البيانات المناخية لـويفلورد | البيانات المناخية لـويفلورد | البيانات المناخية لـويفلورد | البيانات المناخية لـويفلورد | البيانات المناخية لـويفلورد | البيانات المناخية لـويفلورد | البيانات المناخية لـويفلورد | البيانات المناخية لـويفلورد | البيانات المناخية لـويفلورد |
| الشهر                             | يناير                       | فبراير                      | مارس                        | أبريل                       | مايو                        | يونيو                       | يوليو                       | أغسطس                       | سبتمبر                      | أكتوبر                      | نوفمبر                      | ديسمبر                      | المعدل السنوي               |
| --------------------------------- | --------------------------- | --------------------------- | --------------------------- | --------------------------- | --------------------------- | --------------------------- | --------------------------- | --------------------------- | --------------------------- | --------------------------- | --------------------------- | --------------------------- | --------------------------- |
| متوسط درجة الحرارة الكبرى °م (°ف) | 7.2 (45.0)                  | 7.4 (45.3)                  | 10.3 (50.5)                 | 13.0 (55.4)                 | 16.6 (61.9)                 | 19.5 (67.1)                 | 21.9 (71.4)                 | 21.6 (70.9)                 | 18.5 (65.3)                 | 14.4 (57.9)                 | 10.3 (50.5)                 | 7.4 (45.3)                  | 14.1 (57.4)                 |
| متوسط درجة الحرارة الصغرى °م (°ف) | 1.6 (34.9)                  | 1.3 (34.3)                  | 3.0 (37.4)                  | 4.4 (39.9)                  | 7.5 (45.5)                  | 10.4 (50.7)                 | 12.5 (54.5)                 | 12.4 (54.3)                 | 10.2 (50.4)                 | 7.4 (45.3)                  | 4.2 (39.6)                  | 1.8 (35.2)                  | 6.4 (43.5)                  |
| الهطول مم (إنش)                   | 77.8 (3.06)                 | 56.0 (2.20)                 | 54.8 (2.16)                 | 52.6 (2.07)                 | 52.2 (2.06)                 | 48.5 (1.91)                 | 50.2 (1.98)                 | 52.1 (2.05)                 | 61.8 (2.43)                 | 87.2 (3.43)                 | 83.9 (3.30)                 | 78.5 (3.09)                 | 755.5 (29.74)               |
| متوسط أيام هطول الأمطار           | 12.2                        | 9.8                         | 10.5                        | 9.5                         | 9.5                         | 8.6                         | 8.4                         | 8.6                         | 8.9                         | 11.7                        | 11.7                        | 11.5                        | 120.9                       |
| المصدر: Met Office                |                             |                             |                             |                             |                             |                             |                             |                             |                             |                             |                             |                             |                             |